# Interferó gamma
Interferó gamma (IFNγ) és una citocina proteïna soluble dimeritzada la qual és l'únic membre de la classe tipus II dels interferons. La seva existència va ser detectada aviat per E. F. Wheelock En els humans, la proteïna IFNγ està codificada pel gen IFNG. És crítica per la immunitat innata i la immunitata adaptativa contra infeccions víriques i algunes de bacterianes i de protozous. Activa els macròfags.